# Kolekanos
Kolekanos – rodzaj jaszczurek z rodziny gekonowatych (Gekkonidae).

## Zasięg występowania
Rodzaj obejmuje gatunki występujące endemicznie w Angoli.

## Systematyka
Rodzaj zdefiniował w 2014 roku zespół amerykańskich herpetologów Matthew Paul Heinicke, Juan Diego Daza, Eli Greenbaum, Todd R. Jackman i Aaron Matthew Bauer w artykule poświęconym rewizji taksonomicznej gekonów zamieszkujących obszary wokół Oceanu Indyjskiego, opublikowanym na łamach „Systematics and Biodiversity”. Gatunkiem typowym jest (oryginalne oznaczenie) Afrogecko plumicaudus.

### Etymologia
Kolekanos: gr. κολεκανος kolekanos ‘chudy, szczupły’.

### Podział systematyczny
Do rodzaju należą następujące gatunki:
- Kolekanos plumicaudus (Haacke, 2008)
- Kolekanos spinicaudus Lobón-Rovira, Conradie, Baptista & Vaz-Pinto, 2022